# Сеножете (Кршко)
Сеножете (словен. Senožete) — поселення в общині Кршко, Споднєпосавський регіон, Словенія. Висота над рівнем моря: 422,6 м.